# Etrema
Etrema é um gênero de gastrópodes pertencente à família Clathurellidae.

## Espécies
- Etrema aliciae (Melvill & Standen, 1895)
- Etrema alphonsianum (Hervier, 1896): mencionado no OBIS como Etrema (Etrema) alphonsiana (Hervier, 1896)[3]
- Etrema argillacea (Hinds, 1843)
- Etrema bicolor (Angas, 1871)
- Etrema capillata Hedley, 1922
- Etrema carinata Bozzetti, 2009
- Etrema catapasta Hedley, 1922
- Etrema constricta Laseron, 1954
- Etrema crassilabrum (Reeve, 1843)
- Etrema crassina (Angas, 1880)
- Etrema cratis Kilburn & Dekker, 2008
- Etrema curtisiana Hedley, 1922
- Etrema denseplicata (Dunker, 1871)
- Etrema elegans Hedley, 1922
- Etrema firma Hedley, 1922
- Etrema gainesii (Pilsbry, 1895)
- Etrema glabriplicatum (Sowerby III, 1913): mencionado no OBIS como Etrema (Etrema) glabriplicata (Sowerby, 1913)[4]
- Etrema hedleyi (Oliver, 1915)
- Etrema huberti (Sowerby III, 1893)
- †Etrema kaipara Powell, 1942
- Etrema kitcheni Laseron, 1954
- Etrema labiosa Hedley, 1922
- Etrema lata (Smith E. A., 1888)
- Etrema leukospiralis Chen & Huang, 2005
- Etrema levicosta Laseron, 1954
- Etrema maryae (McLean & Poorman, 1971)
- Etrema minutissimelirata (Hervier, 1896)
- Etrema nassoides (Reeve, 1845)
- Etrema orirufa Hedley, 1922
- Etrema parvula Bozzetti, 2020
- Etrema paucimaculata (Angas, 1880)
- Etrema perlissa (Smith E. A., 1904)
- Etrema polydesma Hedley, 1922
- Etrema pyramis Laseron, 1954
- Etrema ravella Hedley, 1922
- Etrema royi (G. B. Sowerby III, 1913)
- Etrema rubroapicata (Smith E. A., 1882)
- Etrema scalarina (Deshayes, 1863)
- Etrema sparula Hedley, 1922
- Etrema spurca (Hinds, 1843)
- Etrema streptonotus (Pilsbry, 1904)
- Etrema subauriformis (Smith E. A., 1879)
- Etrema tenera (Hedley, 1899)
- Etrema texta (Dunker, 1860)
- Etrema tortilabia Hedley, 1922
- Etrema trigonostomum (Hervier, 1896)

O Indo-Pacific Molluscan Database também inclui as seguintes espécies com nomes em uso atual:
- Etrema lemniscata (G. & H. Nevill, 1875)

Subgênero Etrema Hedley, 1918
- Etrema alliterata (Hedley, 1915)

Subgênero Etremopsis Powell, 1942
- Etrema albata (Smith, 1882)

Espécies trazidas para a sinonímia
- Etrema acricula Hedley, 1922: sinônimo de Nannodiella acricula (Hedley, 1922)
- Etrema culmea Hedley, 1922: sinônimo de Etrema crassilabrum (Reeve, 1843)
- Etrema granolirata Powell, 1944: sinônimo de Heterocithara granolirata (Powell, 1944)